# Дом Кальвет
Дом Кальвет (кат. Casa Calvet) — частный жилой дом, построенный в 1898—1900 годах в Барселоне архитектором Антони Гауди по заказу вдовы текстильного фабриканта Пере Мартира Кальвета-и-Карбонеля (кат. Pere Màrtir Calvet i Carbonell), одна из достопримечательностей каталонской столицы. Здание расположено по адресу: улица Касп (кат. Carrer de Casp), 48.

## История
Дом Кальвет является наиболее традиционным творением Гауди, однако именно за него, а не за другие шедевры мастера, в 1900 году архитектору присуждена муниципальная премия Барселоны за лучшее здание года.

## Архитектура
Дом Кальвет создавался как доходный дом. Его планировка типична для домов такого типа: подвал и нижний этаж отводится под торговые заведения, в бельэтаже расположены апартаменты домовладельцев, а квартиры на верхних этажах предназначены для сдачи внаём.
Здание имеет симметричную планировку комнат. Проблема естественного освещения вестибюля первого этажа, лестничной клетки, поэтажных холлов и  внутренних помещений решена с помощью внутренних двориков квадратной формы расположенных около лестничной клетки и выполняющих функцию «световых колодцев». Такие же два дворика прямоугольной формы размещены по бокам вестибюля и примыкают к брандмауэрам  соседних домов. На главном фасаде расположены открытые закруглённые балконы с ажурными решётками, а на двором фасаде  Гауди использовал два вертикальных блока полностью застекленных балконов - эркеров, которые прекрасно сочетаются с расположенными по соседству лоджиями. Выход на террасу устроен по небольшому изящному мостику, который расположен  перед входом. Сама терраса имеет дополнительные фонари верхнего света для обеспечения естественным освещением подвального этажа.
В отличие от предшествующих работ, при создании дома Кальвет Гауди избегает любых готических или средневековых аллюзий и использует барочные элементы, уже опробованные при оформлении фасада Рождества храма Святого Семейства. Стиль барокко заметен в декоре главного фасада и вестибюля Дома Кальвет. Оформление второго фасада здания, выходящего внутрь квартала, гораздо более характерно для Гауди, хотя оба фасада здания на удивление симметричны. Столь аскетичное внешнее оформление, по-видимому, объясняется необходимостью создать гармоничный ансамбль с соседними, изысканными, но вполне традиционными зданиями, а также общим стилем построек этого района Барселоны.
Как и во всех других творениях мастера, в декорации дома важна каждая мелочь. Он тщательно продумывает и разрабатывает все детали внешнего и внутреннего оформления. Примером таких «мелочей» могут служить молотки на входных дверях, ударяющие по изображению клопа. По обе стороны от главного входа располагаются бобины, использующиеся в старину в текстильной промышленности, что указывает на профессию домовладельца. При отделке дома используется первая буква фамилии хозяев дома, а растительный орнамент в эркере бельэтажа служат намёком на их увлечение ботаникой. Главный фасад увенчан изображениями двух святых, покровителя хозяина дома Св. Петра и покровителя его родного города. В декоре бельэтажа Гауди использует символ гостеприимства — кипарис, а также оливковое дерево, рог изобилия и герб Каталонии. Разумеется, балконные ограды и другие кованные детали оформления дома сделаны лучшими специалистами города по чертежам мастера.

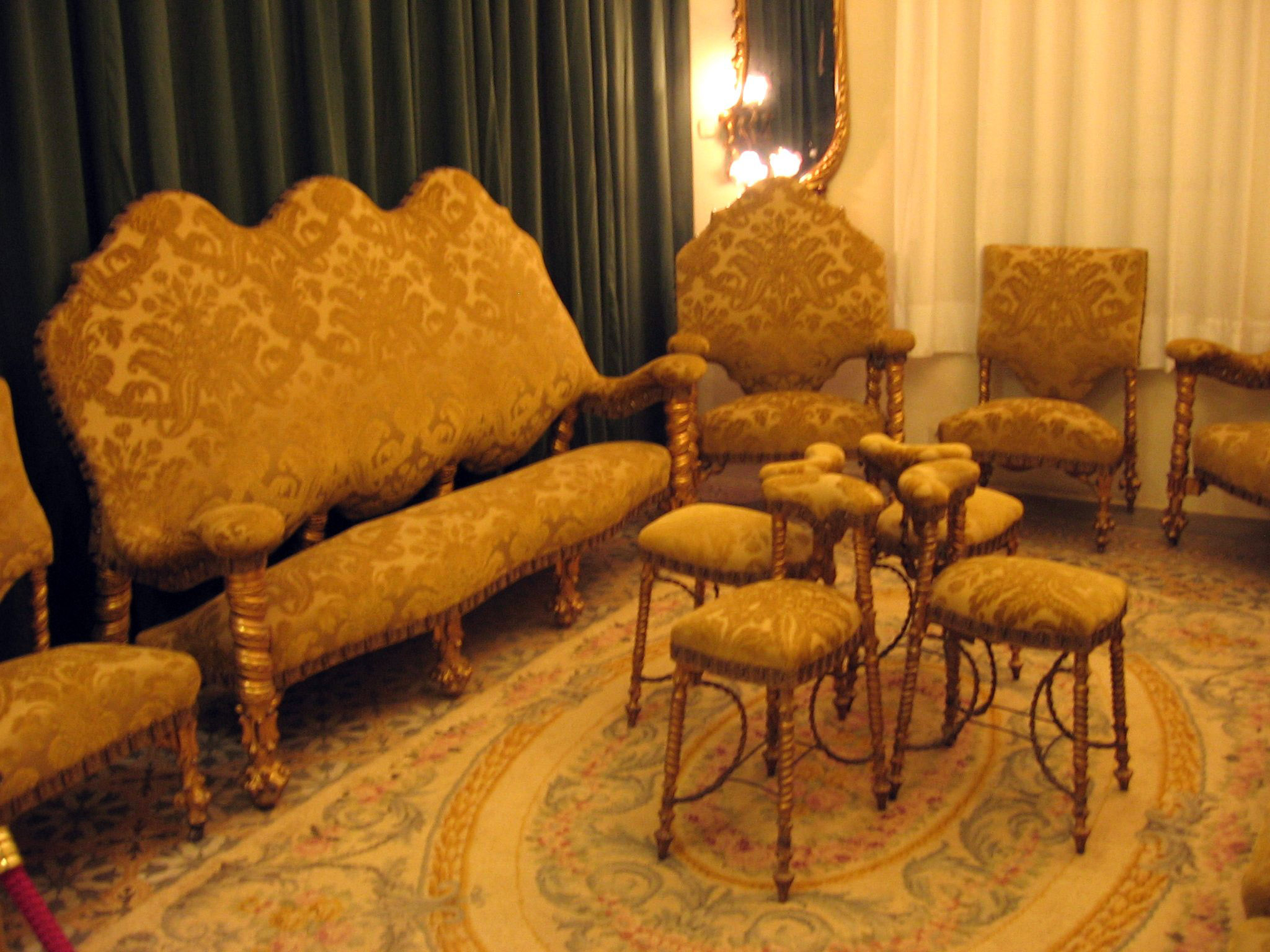
Мебель в главной зале

## Интерьер
Уникальная по своим художественным качествам дубовая мебель «органических» форм создавалась по эскизам самого архитектора. Часть её впоследствии утрачена, но часть собрана в том же помещении, превращённом в ресторан. Удалось сохранить и другие элементы оформления: панели-перегородки между кабинетами конторских помещений, конторский прилавок, дверные ручки, а также лифт в вестибюле, являющийся образцом работы по дереву и железной ковки. Фасады дома, как было принято в те годы, украшены генеалогическими символами и оберегами от злых сил. Сигнальные кольца на обеих входных дверях, ударяющие по металлическим фигуркам клопов, символизируют телесную и душевную нечисть: «Победи в своей душе зло, если хочешь войти в этот дом». Профессиональные интересы и увлечения владельца дома нашли своё отражение в том, что над главным входом и на других участках главного фасада и в интерьерах дома Кальвет (Calvet) начертана буква «С», внутрь которой помещено изображение кипариса — символа Плутона, оберега от злых сил, и, одновременно с этим, знак гостеприимства. А двойные пилястры, обрамляющие главный вход и напоминающие деревянные бобины с хлопковыми нитями, — основная деталь текстильного оборудования — говорят о роде занятий домовладельца. Бельэтаж украшен изваяниями стройного кипариса — «дерева вечности» и символа гостеприимства, а также веточками оливкового дерева — символа победы. И, конечно же, герб Каталонии — самый старый герб Европы, созданный на основе герба Королевства Арагон. Балконные ограды выполнены по чертежам Гауди и выкованы лучшими барселонскими мастерами. Известно, что Педро Кальвет увлекался ботаникой и любил собирать грибы, поэтому на стене второго этажа помещён рельеф с изображением гриба, а на кровле одного из балконов изображён рог изобилия, наполненный фруктами и символизирующий материальный достаток хозяина дома. В центр аттика помещено скульптурное изображение святого Петра — покровителя отца хозяина дома — в окружении двух святых Санкт Жинезиус Арля и Санкт Жинезиус Рима — также являющихся покровителями домовладельца Андре Кальве. Вестибюль первого этажа украшают высеченные из гранита «Соломоновы колонны» и арки с рельефами в виде виноградных гроздьев. В 1969 г. дом Кальвет был объявлен памятником архитектуры национального значения.